# Conus colombianus
Conus colombianus é uma espécie de gastrópode do gênero Conus, pertencente à família Conidae.